# Burroughs: The Movie
Pour plus de détails, voir Fiche technique et Distribution.
Burroughs aussi Burroughs: The Movie est un film documentaire américain écrit et réalisé par Howard Brookner, sorti en 1983 et dont le sujet est l’écrivain de la Beat Generation William S. Burroughs.

## Fiche technique
- Dates de sortie :
  - États-Unis : 8 octobre 1983 ; 9 octobre 2014 (Festival du film de New York) (version restaurée)
  - France : 11 avril 1984
  - Royaume-Uni : 18 septembre 1984
  - Allemagne : Le film a été projeté en salles et dans des festivals en Allemagne en 1984, avec des dates variant selon les régions.

## Distribution
- Mortimer Burroughs :
- William S. Burroughs :
- Lucien Carr :
- Jackie Curtis :
- Allen Ginsberg :
- John Giorno :
- James Grauerholz :
- Brion Gysin :
- Lauren Hutton : (images d'archives)
- Patti Smith :
- Terry Southern :
- William S. Burroughs Jr
- Herbert Huncke